# آرتور مورائس
آرتور گیلرمه مورائس گوزمائو (پرتغالی: Artur Guilherme Moraes Gusmão؛ زادهٔ ۲۵ ژانویهٔ ۱۹۸۱) بازیکن فوتبال اهل برزیل است.
از باشگاه‌هایی که در آن بازی کرده‌است می‌توان به کروزیرو، کوریتیبا، سیه‌نا، چزنا، رم، براگا، بنفیکا، عثمانلی‌اسپور و شاپه‌کوئنزه اشاره کرد.